# Celoštevilski trikotnik
Céloštevílski trikótnik je trikotnik s celoštevilskimi dolžinami stranic. Racionálni trikótnik se lahko definira kot trikotnik z racionalnimi dolžinami stranic. Vsak tak trikotnik se lahko reskalira na cele vrednosti dolžin stranic – vse njegove stranice se lahko pomnožijo z istim celim številom – s skupnim mnogokratnikom njihovih imenovalcev), da se dobi celoštevilski trikotnik. Zaradi tega v tem smislu ni pomembnejše razlike med celoštevilskimi in racionalnimi trikotniki.
Obstajajo tudi druge definicije izraza »racionalni trikotnik« – leta 1914 je Carmichael uporabil izraz v smislu, ki se sedaj rabi za heronski trikotnik. Somos ga rabi za trikotnike, katerih dolžine stranic so racionalne. Conway in Guy sta definirala racionalni trikotnik kot trikotnik z racionalnimi dolžinami stranic in racionalnimi koti, merjenimi v stopinjah. V tem primeru je edini racionalni trikotnik enakostranični trikotnik z racionalnimi dolžinami stranic.
Obstaja mnogo splošnih značilnosti za celoštevilski trikotnik. Obstajajo razredi celoštevilskih trikotnikov s posebnimi značilnostmi.

## Splošne značilnosti

### Z danim obsegom
Vsaka trojica pozitivnih celih števil lahko vedno služi kot dolžine stranic celoštevilskega trikotnika, dokler zanjo velika trikotniška neenakost: najkrajša dolžina stranice je krajša od vsote drugih dveh dolžin stranic:
{\displaystyle a\leq b+c\!\,.}
Vsaka takšna trojica določa celoštevilski trikotnik, ki je do kongruence edini. Tako je število celoštevilskih trikotnikov (do kongruence) z obsegom {\displaystyle o\!\,} enako številu particij števila {\displaystyle o\!\,} v tri pozitivne dele, za katere velja trikotniška neenakost. To je celo število najbližje {\displaystyle o^{2}/48\!\,}, kadar je {\displaystyle o\!\,} sod, in {\displaystyle (o+3)^{2}/78\!\,}, kadar je lih. To pomeni tudi, da je število celoštevilskih trikotnikov s sodimi obsegi {\displaystyle o=2n\!\,} enako številu celoštevilskih trikotnikov z lihimi obsegi {\displaystyle o=2n-3\!\,}. Zato ne obstajajo celoštevilski trikotniki z obsegi 1, 2 ali 4, obstaja en z obsegi 3, 5, 6 ali 8, dva z obsegomoma 7 ali 10, trije z obsegomoma 9 ali 12, štirje z obsegoma 11 ali 14, pet z obsegoma 13 ali 16, sedem z obsegoma 15 ali 18, osem z obsegoma 17 ali 20, deset z obsegoma 19 ali 22, itd. Prvi členi zaporedja števila celoštevilskih trikotnikov z obsegom {\displaystyle o\!\,} pri {\displaystyle o=1\!\,} so:
0, 0, 1, 0, 1, 1, 2, 1, 3, 2, 4, 3, 5, 4, 7, 5, 8, 7, 10, 8, ... (OEIS A005044)
To zaporedje se imenuje Alkuinovo zaporedje in je enako členom koeficientov razvoja potenčne vrste: 
{\displaystyle {\frac {x^{3}}{(1-x^{2})(1-x^{3})(1-x^{4})}}=x^{3}+x^{5}+x^{6}+2x^{7}+x^{8}+3x^{9}+\cdots \!\,.}
Štirje celoštevilski trikotniki z obsegom 11 imajo na primer dolžine stranic {1, 5, 5}, {2, 4, 5}, {3, 3, 5} ali {3, 4, 4}.

### Z dano največjo dolžino stranice
Število celoštevilskih trikotnikov (do kongruence) z dano največjo dolžino stranice {\displaystyle c\!\,} in celoštevilsko trojico {\displaystyle (a,b,c)\!\,} je takšno število celoštevilskih trojic, da velja {\displaystyle a+b>c\!\,} in {\displaystyle a\leq b\leq c\!\,}. To je celo število oblike:
{\displaystyle \left\lceil {\frac {c+1}{2}}\right\rceil \left\lfloor {\frac {c+1}{2}}\right\rfloor \!\,.}
Alternativno ima za sodi {\displaystyle c\!\,} obliko dvojnega trikotniškega števila {\displaystyle (c/2)(c/2+1)\!\,} in za lihi {\displaystyle c\!\,} obliko kvadrata {\displaystyle (c+1)^{2}/4\!\,}. To pomeni tudi, da število celoštevilskih trikotnikov z največjo dolžino stranice {\displaystyle c\!\,} presega število celoštevilskih trikotnikov z največjo dolžino stranice {\displaystyle c-2\!\,} za {\displaystyle c\!\,}. Prvi členi zaporedja števila nekongruentnih celoštevilskih trikotnikov z največjo dolžino stranice {\displaystyle c\!\,} za {\displaystyle c=1\!\,} so:
1, 2, 4, 6, 9, 12, 16, 20, 25, 30, 36, 42, 49, 56, 64, 72, 81, 90, ... (OEIS A002620):
Število celoštevilskih trikotnikov (do kongruence) z dano največjo dolžino stranice {\displaystyle c\!\,} in celoštevilsko trojico {\displaystyle (a,b,c)\!\,}, ki ležijo na ali znotraj polkrožnice s premerom {\displaystyle c\!\,}, je enako številu celoštevilskih trojic, da velja {\displaystyle a+b>c\!\,}, {\displaystyle a^{2}+b^{2}\leq c^{2}\!\,} in {\displaystyle a\leq b\leq c\!\,}. To je tudi število celoštevilskih topokotnih ali pravokotnih (neostrokotnih) trikotnikov z največjo dolžino stranice {\displaystyle c\!\,}. Prvi členi tega zaporedja za {\displaystyle c=1\!\,} so:
0, 0, 1, 1, 3, 4, 5, 7, 10, 13, 15, 17, 22, 25, 30, 33, 38, 42, 48, ... (OEIS A236384)
Posledično da razlika med zgornjima zaporedjema število celoštevilskih ostrokotnih trikotnikov (do kongruence) z dano največjo dolžino stranice {\displaystyle c\!\,}. Prvi členi tega zaporedja za {\displaystyle c=1\!\,} so:
1, 2, 3, 5, 6, 8, 11, 13, 15, 17, 21, 25, 27, 31, 34, 39, 43, 48, 52, ... (OEIS A247588)

### Ploščina
Po Heronovi formuli, če je {\displaystyle p\!\,} ploščina trikotnika z dolžinami stranic {\displaystyle a\!\,}, {\displaystyle b\!\,} in {\displaystyle c\!\,}, je:
{\displaystyle 4p={\sqrt {(a+b+c)(a+b-c)(a-b+c)(-a+b+c)}}\!\,.}
Ker so vsi členi pod radikalom na desni strani formule cela števila, sledi, da morajo vsi celoštevilski trikotniki imeti celoštevilske vrednosti {\displaystyle 16p^{2}\!\,}, {\displaystyle p^{2}\!\,} pa bo racionalen.

### Koti
Po kosinusnem izreku ima vsak kot v celoštevilskem trikotniku racionalni kosinus.
Če koti poljubnega trikotnika tvorijo aritmetično zaporedje, potem mora biti eden od njih enak 60°. V celoštevilskem trikotniku morajo preostali koti imeti racionalne kosinuse, metoda za tvorjenje takšnih trikotnikov je podana spodaj. Vendar razen trivialnega primera enakostraničnega trikotnika ne obstajajo celoštevilski trikotniki, katerih koti tvorijo geometrijsko ali harmonično zaporedje. To je zaradi tega, ker morajo takšni koti biti racionalni oblike {\displaystyle \pi p/q\!\,} z racionalnim razmerjem {\displaystyle 0<p/q<1\!\,} Vsi koti celoštevilskega trikotnika pa morajo imeti racionalne kosinuse, to pa se zgodi le kadar je razmerje enako {\displaystyle p/q=1/3\!\,}, to je kadar je trikotnik enakostranični.
Kvadrat vsake notranje simetrale kota celoštevilskega trikotnika je racionalen, ker je splošna trikotniška formula za notranjo simetralo kota {\displaystyle A\!\,} enaka {\displaystyle {\tfrac {2{\sqrt {bcs(s-a)}}}{b+c}}\!\,}, kjer je {\displaystyle s\!\,} polobseg (in podobno za drugi dve simetrali kotov).

### Stranica, razdeljena z višino
Vsaka višina iz oglišča na nasprotno stranico ali njena podaljšana nosilka bo razdelila to stranico ali njeno nosilko v racionalni daljici.

### Težiščnice
Kvadrat dvakratnika vsake težiščnice celoštevilskega trikotnika je celo število, ker je splošna formula za kvadrirano težiščnico {\displaystyle m_{a}^{2}\!\,} na stranico {\displaystyle a\!\,} enaka {\displaystyle {\tfrac {(2b^{2}+2c^{2}-a^{2})}{4}}\!\,}, kar da {\displaystyle (2m_{a})^{2}=2b^{2}+2c^{2}-a^{2}\!\,} (in podobno za težiščnici drugih dveh stranic).

### Polmer očrtane in včrtane krožnice
Ker je kvadrat ploščine celoštevilskega trikotnika racionalen, sta racionalna tudi kvadrata njegovega polmera očrtane in polmera včrtane krožnice.
Razmerje med polmerom včrtane in polmerom očrtane krožnice celoštevilskega trikotnika je racionalno in je enako:
{\displaystyle {\frac {r}{R}}={\frac {4p^{2}}{sabc}}\!\,}
za polobseg {\displaystyle s\!\,} in ploščino {\displaystyle p\!\,}.
Produkt polmera včrtane in polmera očrtane krožnice celoštevilskega trikotnika je racionalen in je enak:
{\displaystyle rR={\frac {abc}{2(a+b+c)}}\!\,.}
Zato je kvadrat razdalje med središčem včrtane in središčem očrtane krožnice celoštevilskega trikotnika, ki je po Eulerjevemu izreku enak {\displaystyle d^{2}=R^{2}-2rR\!\,}, racionalen.

## Heronski trikotniki
Vse heronske trikotnike se lahko postavi na mrežo z vsakim ogliščem na mrežno točko.

### Splošna formula
Heronski trikotnik je trikotnik s celoštevilskimi dolžinami stranic in celoštevilsko ploščino. Vsak heronski trikotnik ima dolžine stranic sorazmerne z:
{\displaystyle a=n(m^{2}+k^{2})\!\,,}
{\displaystyle b=m(n^{2}+k^{2})\!\,,}
{\displaystyle c=(m+n)(mn-k^{2})\!\,,}
{\displaystyle s=mn(m+n)\!\,,}
{\displaystyle p=mnk(m+n)(mn-k^{2})\!\,,}
za cela števila {\displaystyle m\!\,}, {\displaystyle n\!\,} in {\displaystyle k\!\,}, za katera veljajo zveze:
{\displaystyle D(m,n,k)=1\!\,} – največji skupni delitelj števil {\displaystyle m\!\,}, {\displaystyle n\!\,} in {\displaystyle k\!\,,}
{\displaystyle mn>k^{2}\geq m^{2}n/(2m+n)\!\,,}
{\displaystyle m\geq n\geq 1\!\,.}
Sorazmernostni faktor je v splošnem racionalen {\displaystyle p/q\!\,}, kjer {\displaystyle q=D(a,b,c)\!\,} pretvori tvorjeni heronski trikotnik v njegovo primitivno obliko, {\displaystyle p\!\,} pa skalira to primitivno obliko na zahtevano velikost.

### Pitagorejski trikotniki
Pitagorejski trikotnik je pravokoten in heronski. Njegove tri celoštevilske dolžine stranic so znane kot pitagorejska trojica. Vse pitagorejske trojice {\displaystyle (a,b,c)\!\,} z dolžino hipotenuze {\displaystyle c\!\,}, ki so primitivne (dolžine stranic nimajo skupnega faktorja) se lahko tvorijo z naslednjimi zvezami:
{\displaystyle a=m^{2}-n^{2}\!\,,}
{\displaystyle b=2mn\!\,,}
{\displaystyle c=m^{2}+n^{2}\!\,,}
{\displaystyle s=m(m+n)\!\,,}
{\displaystyle p=mn(m^{2}-n^{2})\!\,,}
kjer sta {\displaystyle m\!\,} in {\displaystyle n\!\,} tuji celi števili, en člen pa je sod pri {\displaystyle m>n\!\,}.
Vsako sodo število večje od 2 je lahko kateta pitagorjeskega trikotnika (ne nujno primitivnega), ker, če je dolžina ene katete podana kot {\displaystyle a=2m\!\,} in se za dolžino druge katete izbere {\displaystyle b=(a/2)^{2}-1=m^{2}-1\!\,}, je dolžina hipotenuze enaka {\displaystyle c=m^{2}+1\!\,}. To je ravno zgornja rodovna formula, kjer je {\displaystyle n=1\!\,}, območje za {\displaystyle m\!\,} pa je lahko od 2 do neskončnosti.

#### Pitagorejski trikotniki s celoštevilsko dolžino višine na hipotenuzo
Ne obstajajo primitivni pitagorejski trikotniki s celoštevilsko dolžino višine na hipotenuzo. To je zaradi tega, ker je dvakratnik ploščine enak produktu dolžine katerekoli katete in dolžine odgovarjajoče višine – dvakratnik ploščine je tako enak {\displaystyle ab\!\,} ali {\displaystyle cd\!\,}, kjer je {\displaystyle d\!\,} višina na hipotenuzo {\displaystyle c\!\,}. Tri dolžine stranic primitivnega trikotnika so si med seboj tuje, tako da je {\displaystyle d=ab/c\!\,} v popolnoma reducirani obliki – ker za poljubni primitivni pitagorejski trikotnik ne more biti {\displaystyle c=1\!\,}, {\displaystyle d\!\,} ne more biti celo število.
Z vsakim pitagorejskim trikotnikom s katetama {\displaystyle x\!\,}, {\displaystyle y\!\,} in hipotenuzo {\displaystyle z\!\,} pa se lahko tvori pitagorejski trikotnik s celoštevilsko dolžino višine s skaliranjem stranic z dolžino hipotenuze {\displaystyle z\!\,}. Če je {\displaystyle d\!\,} višina, je dobljeni pitagorejski trikotnik s celoštevilsko dolžino višine dan z:
{\displaystyle (a,b,c,d)=(xz,yz,z^{2},xy)\!\,.}
Posledično so vsi pitagorejski trikotniki s katetama {\displaystyle a\!\,} , {\displaystyle b\!\,}, hipotenuzo {\displaystyle c\!\,} in celoštevilsko dolžino višine na hipotenuzo {\displaystyle d\!\,} z {\displaystyle D(a,b,c,d)=1\!\,}, kjer nujno velja {\displaystyle a^{2}+b^{2}=c^{2}\!\,} in {\displaystyle 1/a^{2}+1/b^{2}=1/c^{2}\!\,}, tvorjeni z naslednjimi zvezami:
{\displaystyle a=(m^{2}-n^{2})(m^{2}+n^{2})\!\,,}
{\displaystyle b=2mn(m^{2}+n^{2})\!\,,}
{\displaystyle c=(m^{2}+n^{2})^{2}\!\,,}
{\displaystyle d=2mn(m^{2}-n^{2})\!\,,}
{\displaystyle s=m(m+n)(m^{2}+n^{2})\!\,,}
{\displaystyle p=mn(m^{2}-n^{2})(m^{2}+n^{2})^{2}\!\,,}
za tuji celi števili {\displaystyle m\!\,} in {\displaystyle n\!\,} pri {\displaystyle m>n\!\,}.

### Heronski trikotniki z dolžinami stranic iz aritmetičnega zaporedja
V trikotniku s celoštevilskimi dolžinami stranic in celoštevilsko ploščino so dolžine stranic v aritmetičnem zaporedju, če in samo če so dolžine stranic enake {\displaystyle (b-d,b,b+d)\!\,}, kjer je:
{\displaystyle b=2(m^{2}+3n^{2})/g\!\,,}
{\displaystyle d=(m^{2}-3n^{2})/g\!\,,}
{\displaystyle g\!\,} pa je največji skupni delitelj {\displaystyle m^{2}-3n^{2}\!\,}, {\displaystyle 2mn\!\,} in {\displaystyle m^{2}+3n^{2}\!\,}.

### Heronski trikotniki s kotom, enakim dvakratniku drugega
Za vse heronske trikotnike z {\displaystyle \beta =2\alpha \!\,} veljajo naslednje zveze:
{\displaystyle a={\tfrac {k^{2}(s^{2}+r^{2})^{2}}{4}}\!\,,}
{\displaystyle b={\tfrac {k^{2}(s^{4}-r^{4})}{2}}\!\,,}
{\displaystyle c={\tfrac {k^{2}(3s^{4}-10s^{2}r^{2}+3r^{4})}{4}}\!\,,}
{\displaystyle p={\tfrac {k^{2}csr(s^{2}-r^{2})}{2}}\!\,,}
s takšnimi celimi števili {\displaystyle k\!\,}, {\displaystyle s\!\,} in {\displaystyle r\!\,}, da velja {\displaystyle s^{2}>3r^{2}\!\,}, ali naslednje:
{\displaystyle a={\tfrac {q^{2}(u^{2}+v^{2})^{2}}{4}}\!\,,}
{\displaystyle b=q^{2}uv(u^{2}+v^{2})\!\,,}
{\displaystyle c={\tfrac {q^{2}(14u^{2}v^{2}-u^{4}-v^{4})}{4}}\!\,,}
{\displaystyle p={\tfrac {q^{2}cuv(v^{2}-u^{2})}{2}}\!\,,}
s celimi števili {\displaystyle q\!\,}, {\displaystyle u\!\,} in {\displaystyle v\!\,} pri {\displaystyle v>u\!\,} in {\displaystyle v^{2}<(7+4{\sqrt {3}})u^{2}\!\,}.
Noben od heronskih trikotnikov z {\displaystyle \beta =2\alpha \!\,} ni enakokraki ali pravokotni trikotnik, ker vse nastale kombinacije kotov dajo kote z neracionalnimi sinusi, kar da neracionalno ploščino ali dolžino stranice.

### Enakokraki heronski trikotniki
Vsi enakokraki heronski trikotniki so razstavljivi. Tvorijo se z združevanjem dveh skladnih pitagorejskih trikotnikov vzdolž njune skupne katete, tako da so enake stranice enakokrakega trikotnika hipotenuze pitagorejskega trikotnika, kateta enakostraničnega trikotnika pa je dvakratnik druge katete pitagorejskega trikotnika. Zato je vsak pitagorejski trikotnik gradnik dveh enakokrakih heronskih trikotnikov, saj se ju lahko združi po katerikoli kateti. Vsi pari enakokrakih heronskih trikotnikov so dani z racionalnimi mnogokratniki naslednjih zvez:
{\displaystyle a=2(u^{2}-v^{2})\!\,,}
{\displaystyle b=u^{2}+v^{2}\!\,,}
{\displaystyle c=u^{2}+v^{2}\!\,,}
in:
{\displaystyle a=4uv\!\,,}
{\displaystyle b=u^{2}+v^{2}\!\,,}
{\displaystyle c=u^{2}+v^{2}\!\,,}
za tuji celi števili {\displaystyle u\!\,} in {\displaystyle v\!\,} pri {\displaystyle u>v\!\,} in lihem {\displaystyle u+v\!\,}.

### Heronski trikotniki z obsegom, enakim štirikratniku praštevila
Pokazalo se je, da je heronski trikotnik, katerega obseg je štirikratnik praštevila, izključno povezan s praštevilom in, da ima praštevilo obliko {\displaystyle 1{\text{ ali }}3{\text{ mod }}8}.
Dobro je znano, da se lahko takšno praštevilo {\displaystyle r\!\,} razdeli izključno na takšni celi števili {\displaystyle m\!\,} in {\displaystyle n\!\,}, da velja {\displaystyle r=m^{2}+2n^{2}\!\,} (glej Eulerjeva primerna števila). Pokazalo se je tudi, da so takšni heronski trikotniki primitivni, ker mora najmanjša dolžina stranice trikotnika biti enaka praštevilo, ki je ena četrtina njegovega obsega.
Zaradi tega za vse primitivne heronske trikotnike, katerih obseg je štirikratnik praštevila, veljajo naslednje zveze:
{\displaystyle a=m^{2}+2n^{2}\!\,,}
{\displaystyle b=m^{2}+4n^{2}\!\,,}
{\displaystyle c=2(m^{2}+n^{2})\!\,,}
{\displaystyle s=2a=2(m^{2}+2n^{2})\!\,,}
{\displaystyle p=2mn(m^{2}+2n^{2})\!\,,}
za celi števili {\displaystyle m\!\,} in {\displaystyle n\!\,} pri praštevilskem {\displaystyle m^{2}+2n^{2}\!\,}.
Faktorizacija ploščine je naprej enaka {\displaystyle 2mnr}, kjer je {\displaystyle r=m^{2}+2n^{2}} praštevilo. Ploščina heronskega trikotnika pa je vedno deljiva s {\displaystyle 6\!\,}. To da rezultat, da poleg tega, kadar je {\displaystyle m=1\!\,} in {\displaystyle n=1\!\,}, kar da {\displaystyle r=3\!\,},  morajo vse druge delitve {\displaystyle m\!\,} in {\displaystyle n\!\,} imeti lihi {\displaystyle m\!\,}, od katerih je le en deljiv s {\displaystyle 3\!\,}.

### Heronski trikotniki s celoštevilskimi polmeri včrtanih in očrtanih krožnic
Obstaja neskončno mnogo razstavljivih in neskončno mnogo nerazstavljivih primitivnih heronskih (nepitagorejskih) trikotnikov s celim polmerom vrčtane in vsake očrtane krožnice.:§ 3 in 4 Družina razstavljivh je dana z:
{\displaystyle a=4n^{2},\quad \quad b=(2n+1)(2n^{2}-2n+1),\quad \quad c=(2n-1)(2n^{2}+2n+1)\!\,,}
{\displaystyle r=2n-1,\quad \quad r_{a}=2n+1,\quad \quad r_{b}=2n^{2},\quad \quad r_{c}=p=2n^{2}(2n-1)(2n+1)\!\,,}
družina nerazstavljivih pa je dana z:
{\displaystyle a=5(5n^{2}+n-1),\quad \quad b=(5n+3)(5n^{2}-4n+1),\quad \quad c=(5n-2)(5n^{2}+6n+2)\!\,,}
{\displaystyle r=5n-2,\quad \quad r_{a}=5n+3,\quad \quad r_{b}=5n^{2}+n-1,\quad \quad r_{c}=p=(5n-2)(5n+3)(5n^{2}+n-1)\!\,.}

### Heronski trikotniki kot stranske ploskve tetraedra
Obstajajo tetraedri s celoštevilsko prostornino in heronskimi trikotniki za stranske ploskve. En zgled ima na primer dolžino enega robu enako 896, dolžino nasprotnega robu enako 190 in dolžine preostalih štirih robov enake 1073 – dve ploskvi imata ploščini enaki 436800, druga 47120, prostornina pa je enaka 62092800.:str. 107

### Heronski trikotniki na dvorazsežni mreži
Dvorazsežna mreža je pravilna razporeditev med seboj ločenih točk, kjer, če se izbere ena točka za kartezično koordinatno izhodišče (0, 0), imajo potem vse točke koordinati {\displaystyle (x,y)\!\,}. pri čemer sta {\displaystyle x\!\,} in {\displaystyle y\!\,} elementa množic vseh pozitivnih in negativnih celih števil. Trikotnik na mreži je vsak trikotnik postavljen na dvorazsežno mrežo na tak način, da vsa oglišča ležijo na mrežnih točkah. Po Pickovem izreku ima trikotnik na mreži racionalno ploščino, ki je ali celo število ali pa ima imenovalec enak 2. Če ima trikotnik na mreži dolžine stranic cele, je heronski s celoštevilsko ploščino.
Dokazalo se je naprej, da se lahko vsi heronski trikotniki postavijo na mrežo. Zaradi tega je celoštevilski trikotnik heronski, če in samo če se ga lahko postavi na mrežo.
Obstaja neskončno mnogo primitivnih heronskih (nepitagorejskih) trikotnikov, ki se jih lahko postavi na celoštevilsko mrežo z vsemi oglišči, središči včrtane in središči očrtanih krožnic na mrežnih točkah. Dve družini takšnih trikotnikov sta tisti s parametrizacijami, danimi zgoraj v razdelku #Heronski trikotniki s celoštevilskimi polmeri včrtanih in očrtanih krožnic.:§ 5

## Celoštevilski samotežiščnični trikotniki
Samotežiščnični trikotnik je trikotnik katerega težiščnice so v enakem razmeru (v nasprotnem vrstnem redu) z dolžinami stranic. Če so {\displaystyle x\!\,}, {\displaystyle y\!\,} in {\displaystyle z\!\,} dolžine treh stranic pravokotnega trikotnika, razvrščene v naraščajočem vrstnem redu, in, če je {\displaystyle 2x<z\!\,}, potem so {\displaystyle z\!\,}, {\displaystyle x+y\!\,} in {\displaystyle y-x\!\,} dolžine treh stranic samotežiščničnega trikotnika. Pravokotni trikotnik z dolžinami stranic 5, 12, in 13 lahko na primer služi za tvorjenje najmanjšega netrivialnega (to je neenakostraničnega) celoštevilskega samotežiščničnega trikotnika z dolžinami stranic 13, 17 in 7.
Posledično je z Evklidovo formulo, ki tvori primitivne pitagorejske trikotnike, možno tvoriti primitivne celoštevilske samotežiščnične trikotnike z zvezami:
{\displaystyle a=|m^{2}-2mn-n^{2}|\!\,,}
{\displaystyle b=m^{2}+2mn-n^{2}\!\,,}
{\displaystyle c=m^{2}+n^{2}\!\,,}
s celoštevilskima tujima {\displaystyle m\!\,} in {\displaystyle n\!\,}, lihim {\displaystyle m+n\!\,} pri {\displaystyle n<m<n{\sqrt {3}}\!\,}, (če je količina znotraj znaka absolutne vrednosti negativna), ali {\displaystyle m>(2+{\sqrt {3}})n\!\,}, (če je ta količina pozitivna), kjer velja trikotniška neenakost.
Pomembna značilnost samotežiščničnega trikotnika je, da kvadrati dolžin njegovih stranic tvorijo aritmetično zaporedje. Posebej je {\displaystyle c^{2}-a^{2}=b^{2}-c^{2}\!\,}, tako da je {\displaystyle 2c^{2}=a^{2}+b^{2}\!\,}.

## Celoštevilski trikotniki s posebnimi značilnostmi kotov

### Celoštevilski trikotniki z racionalno simetralo kota
Družina trikotnikov s celoštevilskimi dolžinami stranic {\displaystyle a,b,c\!\,} in racionalno simetralo kota {\displaystyle d\!\,} kota {\displaystyle \alpha \!\,} je dana z zvezami:
{\displaystyle a=2(k^{2}-m^{2})\!\,,}
{\displaystyle b=(k-m)^{2}\!\,,}
{\displaystyle c=(k+m)^{2}\!\,,}
{\displaystyle d={\tfrac {2km(k^{2}-m^{2})}{k^{2}+m^{2}}}\!\,,}
s celima številoma {\displaystyle k>m>0\!\,}.

### Celoštevilski trikotniki s celoštevilskimin-sektorji vseh kotov
Obstaja neskončno mnogo nepodobnih trikotnikov, v katerih so dolžine vseh treh stranic in simetrale vseh treh kotov cela števila.
Obstaja neskončno mnogo nepodobnih trikotnikov, v katerih so dolžine vseh treh stranic in dva trisektorja vseh treh kotov cela števila.
Za {\displaystyle n>3\!\,} ne obstajajo trikotniki, v katerih bi bile dolžine vseh treh stranic in (n–1) n-sektorjev vseh treh kotov cela števila.

### Celoštevilski trikotniki z enim kotom z danim racionalnim kosinusom
Nekateri celoštevilski trikotniki z enim kotom v oglišču {\displaystyle A\!\,} z danim racionalnim kosinusom {\displaystyle h/k\!\,} pri {\displaystyle h<0\!\,} ali {\displaystyle h>0\!\,} in {\displaystyle k>0\!\,} so dani z naslednjimi zvezami:
{\displaystyle a=p^{2}-2pqh+q^{2}k^{2}\!\,,}
{\displaystyle b=p^{2}-q^{2}k^{2}\!\,,}
{\displaystyle c=2qk(p-qh)\!\,,}
kjer sta {\displaystyle p\!\,} in {\displaystyle q\!\,} tuji celi števili pri {\displaystyle p>qk\!\,}.

#### Celoštevilski trikotniki s kotom 60° (koti v aritmetičnem zaporedju)
V vseh celoštevilskih trikotnikih s kotom 60° so njihovi koti v aritmetičnem zaporedju. Vsi takšni trikotniki so sorazmerni z:
{\displaystyle a=4mn\!\,,}
{\displaystyle b=3m^{2}+n^{2}\!\,,}
{\displaystyle c=2mn+|3m^{2}-n^{2}|\!\,,}
s tujima celima številoma {\displaystyle m\!\,} in {\displaystyle n\!\,} pri {\displaystyle 1\leq n\leq m\!\,} ali {\displaystyle 3m\leq n\!\,}. Od tod se lahko dobijo vse primitivnew rešitve z deljenjem dolžin stranic {\displaystyle a\!\,}, {\displaystyle b\!\,} in {\displaystyle c\!\,} z njihovim največjim skupnim deliteljem.
Celoštevilski trikotnik s kotom 60° se lahko tvori tudi z naslednjimi zvezami:
{\displaystyle a=m^{2}-mn+n^{2}\!\,,}
{\displaystyle b=2mn-n^{2}\!\,,}
{\displaystyle c=m^{2}-n^{2}\!\,,}
s tujima celima številoma {\displaystyle m\!\,} in {\displaystyle n\!\,} pri {\displaystyle 0<n<m\!\,} (kot 60° je nasproti stranice z dolžino {\displaystyle a\!\,}). Od tod se lahko dobijo vse primitivne rešitve z deljenjem dolžin stranic {\displaystyle a\!\,}, {\displaystyle b\!\,} in {\displaystyle c\!\,} z njihovim največjim skupnim deliteljem. Rešitev enakostraničnega trikotnika se na primer dobi pri {\displaystyle m=2\!\,} in {\displaystyle n=1\!\,}, vendar to da {\displaystyle a=b=c=3\!\,}, kar ni primitivna rešitev.
Točneje, če je {\displaystyle m=-n\ ({\text{mod}}\ 3)\!\,}, je {\displaystyle D(a,b,c)=3\!\,}, drugače pa {\displaystyle D(a,b,c)=1\!\,}. Dva različna para {\displaystyle (m,n)\!\,} in {\displaystyle (m,m-n)\!\,} tvorita enako trojico. Na žalost lahko za oba para enaka velja {\displaystyle D=3\!\,}, tako da se je nemogoče ogniti dvojnikom le z izpuščanjem tega primera. Namesto tega se lahko dvojniki ognejo, če {\displaystyle n\!\,} teče le do {\displaystyle m/2\!\,}. Še vedno je treba deliti s 3, če je {\displaystyle D=3\!\,}. Edina rešitev za {\displaystyle n=m/2\!\,} pod zgornjimi omejitvami je {\displaystyle (3,3,3)\equiv (1,1,1)\!\,} za {\displaystyle m=2,n=1\!\,}. S to dodatno omejitvijo {\displaystyle n\leq m/2\!\,} se lahko izključno tvorijo vse trojice.
Eisensteinova trojica je množica celih števil, ki so dolžine stranic trikotnika, v katerem je en od kotov enak 60°.

#### Celoštevilski trikotniki s kotom 120°
Celoštevilski trikotniki s kotom 120° se lahko tvorijo z naslednjimi zvezami:
{\displaystyle a=m^{2}+mn+n^{2}\!\,,}
{\displaystyle b=2mn+n^{2}\!\,,}
{\displaystyle c=m^{2}-n^{2}\!\,,}
s tujima celima številoma {\displaystyle m\!\,} in {\displaystyle n\!\,} pri {\displaystyle 0<n<m\!\,} (kot 120° je nasproti stranice z dolžino {\displaystyle a\!\,}). OD tod se lahko vse primitivne rešitve dobijo z deljenjem  dolžin stranic {\displaystyle a\!\,}, {\displaystyle b\!\,} in {\displaystyle c\!\,} z njihovim največjim skupnim deliteljem. Če se na primer vzame {\displaystyle m=4\!\,} in {\displaystyle n=1\!\,}, kar da {\displaystyle a=21\!\,}, {\displaystyle b=9\!\,} in {\displaystyle c=15\!\,}, kar ni primitivna rešitev, vendar vodi do primitivne rešitve {\displaystyle a=7\!\,}, {\displaystyle b=3\!\,} in {\displaystyle c=5\!\,}, ki se lahko do reda dobi z vrednostima {\displaystyle m=2\!\,} in {\displaystyle n=1\!\,}. Glej tudi  in .
Točneje, če je {\displaystyle m=n\ ({\text{mod}}\ 3)}, potem je {\displaystyle D(a,b,c)=3\!\,}, drugače pa {\displaystyle D(a,b,c)=1\!\,}. Ker se lahko največja stranica {\displaystyle a\!\,} tvori z enim parom {\displaystyle (m,n)\!\,}, se lahko vsaka primitivna trojica tvori točno na dva načina: enkrat neposredno pri {\displaystyle D=1\!\,} in drugič posredno pri {\displaystyle D=3\!\,}. Zato je za tvorjenje izključno vseh primitivnih trojic treba dodati le en pogoj {\displaystyle m\neq n\ ({\text{mod}}\ 3)}.

### Celoštevilski trikotniki z enim kotom, enakim produktu racionalnega števila z drugim kotom
Za pozitivni tuji celi števili {\displaystyle h\!\,} in {\displaystyle k\!\,} ima trikotnik z naslednjimi dolžinami stranic kote enake {\displaystyle h\alpha \!\,}, {\displaystyle k\alpha \!\,} in {\displaystyle \pi -(h+k)\alpha \!\,} in zato dva kota v razmerju {\displaystyle h/k\!\,}, dolžine njegovih stranic pa so cela števila:
{\displaystyle a=q^{h+k-1}{\frac {\sin h\alpha }{\sin \alpha }}=q^{k}\cdot \sum _{0\leq i\leq {\frac {h-1}{2}}}(-1)^{i}{\binom {h}{2i+1}}p^{h-2i-1}(q^{2}-p^{2})^{i}\!\,,}
{\displaystyle b=q^{h+k-1}{\frac {\sin k\alpha }{\sin \alpha }}=q^{h}\cdot \sum _{0\leq i\leq {\frac {k-1}{2}}}(-1)^{i}{\binom {k}{2i+1}}p^{k-2i-1}(q^{2}-p^{2})^{i}\!\,,}
{\displaystyle c=q^{h+k-1}{\frac {\sin(h+k)\alpha }{\sin \alpha }}=\sum _{0\leq i\leq {\frac {h+k-1}{2}}}(-1)^{i}{\binom {h+k}{2i+1}}p^{h+k-2i-1}(q^{2}-p^{2})^{i}\!\,,}
kjer je {\displaystyle \alpha =\cos ^{-1}{\frac {p}{q}}\!\,}, {\displaystyle p\!\,} in {\displaystyle q\!\,} sta tuji celi števili, da velja {\displaystyle \cos {\frac {\pi }{h+k}}<{\frac {p}{q}}<1\!\,}.

#### Celoštevilski trikotniki z enim kotom, enakim dvakratniku drugega
S kotom {\displaystyle \alpha \!\,} nasproti stranice {\displaystyle a\!\,} in kotom {\displaystyle \beta \!\,} nasproti stranice {\displaystyle b\!\,} se lahko nekateri trikotniki z {\displaystyle \beta =2\alpha \!\,} tvorijo z naslednjimi zvezami:
{\displaystyle a=n^{2}\!\,,}
{\displaystyle b=mn\!\,,}
{\displaystyle c=m^{2}-n^{2}\!\,,}
s celima številoma {\displaystyle m\!\,} in {\displaystyle n\!\,} pri {\displaystyle 0<n<m<2n\!\,}
Za vse trikotnike z {\displaystyle \beta =2\alpha \!\,} (celoštevilske ali ne) velja {\displaystyle a(a+c)=b^{2}\!\,}.

#### Celoštevilski trikotniki s kotom, enakim 3/2 drugega
Ekvivalenčni razred podobnih trikotnikov z {\displaystyle \beta ={\tfrac {3}{2}}\alpha \!\,} določajo naslednje zveze:
{\displaystyle a=mn^{3}\!\,,}
{\displaystyle b=n^{2}(m^{2}-n^{2})\!\,,}
{\displaystyle c=(m^{2}-n^{2})^{2}-m^{2}n^{2}\!\,,}
s celima številoma {\displaystyle m,n\!\,} pri {\displaystyle 0<\Phi n<m<2n\!\,}, kjer je {\displaystyle \Phi } število zlatega reza {\displaystyle \Phi ={\frac {1+{\sqrt {5}}}{2}}\approx 1,61803\!\,}.
Za vse trikotnike z {\displaystyle \beta ={\tfrac {3}{2}}\alpha \!\,} (celoštevilske ali ne) velja {\displaystyle (b^{2}-a^{2})(b^{2}-a^{2}+bc)=a^{2}c^{2}\!\,}.

#### Celoštevilski trikotniki z enim kotom, enakim trikratniku drugega
Polni ekvivalenčni razred podobnih trikotnikov, za katere velja {\displaystyle \beta =3\alpha \!\,}, se lahko tvori z naslednjimi zvezami:
{\displaystyle a=n^{3}\!\,,}
{\displaystyle b=n(m^{2}-n^{2})\!\,,}
{\displaystyle c=m(m^{2}-2n^{2})\!\,,}
s celima številoma {\displaystyle m\!\,} in {\displaystyle n\!\,} pri {\displaystyle {\sqrt {2}}n<m<2n\!\,}.
Za vse trikotnike z math> \beta = 3 \alpha \!\, </math> (celoštevilske ali ne) velja {\displaystyle ac^{2}=(b-a)^{2}(b+a)\!\,}.

### Celoštevilski trikotniki s tremi racionalnimi koti
Edini celoštevilski trikotnik s tremi racionalnimi koti (racionalnimi števili stopinj ali enakovredno racionalnimi ulomki polnega zasuka) je enakostranični trikotnik. To je zato, ker celoštevilske dolžine stranic pogojujejo tri racionalne kosinuse po kosinusnem izreku, po Nivenovem izreku pa racionalni kosinus sovpada z racionalnim koto, če in samo če je enak 0, ±1/2 ali ±1. Edini od teh, ki dajo kot strogo med 0° in 180° so kosinus z vrednostjo 1/2 s kotom enakim 60°, kosinus z vrednostjo –1/2 s kotom enakim 120° in kosinus z vrednostjo 0 s kotom enakim 90°. Edina kombinacija vseh treh, ki dopušča njihovo mnogokratno rabo in katerih vsota je enaka 180°, je pri vseh kotih enakih 60°.

## Celoštevilski trikotniki s celoštevilskim razmerjem polmerov včrtane in očrtane krožnice
Pogoji, da ima celoštevilski trikotnik cloštevilsko razmerje {\displaystyle N\!\,} med polmerom očrtane in polmerom včrtane krožnice, so znani prek eliptičnih krivulj. Pri najmanjšem primeru za enakostranični trikotnik je {\displaystyle N=2\!\,}. V vsakem znanem primeru velja {\displaystyle N\equiv 2({\text{mod}}8)\!\,}, to je {\displaystyle N-2\!\,} je deljivo z 8.

## Pari skoraj skladnih trikotnikov
Par skoraj skladnih trikotniknikov je par trikotnikov, ki sta podobna ne pa tudi skladna, in imata skupne tri kote in dve stranici. Primitivni celoštevilski skoraj skladni trikotniki, v katerih celoštevilske dolžine štirih različnih stranic (dve stranici sta v obeh trikotnikih in tretja stranica v vsakem trikotniku) nimajo skupnega prafaktorja, imajo trojice stranic:
{\displaystyle (x^{3},x^{2}y,xy^{2})} and {\displaystyle (x^{2}y,xy^{2},y^{3})\!\,}
za pozitivni celi števili {\displaystyle x\!\,} in {\displaystyle y\!\,}. Najmanjši primer je par (8, 12, 18), (12, 18, 27), ki ga tvorita {\displaystyle x=2\!\,} in  {\displaystyle y=3\!\,}.

## Posebni celoštevilski trikotniki
- edini trikotnik z zaporednimi celoštevilskimi dolžinami stranic in celo ploščino ima dolžine stranic (3, 4, 5) in ploščino 6.
- edini trikotnik z zaporednimi celoštevilskimi dolžinami višine in stranic ima dolžine stranic (13, 14, 15) in dolžino višine na stranico z dolžino 14 enako 12.
- trikotnik (2, 3, 4) in njegovi mnogokratniki so edini trikotniki s celoštevilskimi dolžinami stranic v aritmetičnem zaporedju in značilnostjo komplementarnih zunanjih kotov.[36][37][38] Pri tej značilnosti, če je kot {\displaystyle \gamma \!\,} ({\displaystyle \angle BCA\!\,}) topi, in, če se iz oglišča {\displaystyle B\!\,} potegne premica, ki pravokotno seka podaljšek stranice {\displaystyle AC\!\,} v točki {\displaystyle P\!\,}, velja {\displaystyle \alpha =2\angle CBP\!\,}.
- trikotnik (3, 4, 5) in njegovi mnogokratniki so edini celoštevilski pravokotni trikotniki z dolžinami stranic v aritmetičnem zaporedju.[38]
- trikotnik (4, 5, 6) in njegovi mnogokratniki so edini trikotniki v katerih je en kot dvakratnik drugega in celoštevilske dolžine stranic v aritmetičnem zaporedju.[38]
- trikotnik (3, 5, 7) in njegovi mnogokratniki so edini trikotniki s kotom 120° in celoštevilskimi dolžinami stranic v aritmetičnem zaporedju.[38]
- edini celoštevilski trikotnik s {\displaystyle s=p\!\,} ima dolžine stranic enake (3, 4, 5).[39]
- edini celoštevilski trikotniki z {\displaystyle o=p\!\,} imajo dolžine stranic enake (5, 12, 13), (6, 8, 10), (6, 25, 29), (7, 15, 20) in (9, 10, 17).[39][40] Od teh prvi dve trojici predstavljajo pravokotne trikotnike. Druga je dvakratnik primitivne pitagorejske trojice (3, 4, 5).
- obstajajo celoštevilski trikotniki s tremi racionalnimi dolžinami težiščnic.[10]:str. 64 Najmanjši ima dolžine stranic (68, 85, 87). Drugi imajo na primer dolžine stranic (127, 131, 158), (113, 243, 290), (145, 207, 328) in (327, 386, 409).
- enakokraki pitagorejski trikotniki ne obstajajo.[16]
- edini primitivni pitagorejski trikotniki za katere je kvadrat obsega enak celoštevilskemu mnogokratniku ploščine ({\displaystyle o^{2}=kp\!\,}) imajo dolžine stranic (3, 4, 5) z obsegom enakim 12 in ploščino enako 6, ter razmerjem med kvadratom obsega in ploščino ({\displaystyle k=o^{2}/p=24\!\,}); (5, 12, 13) z obsegom enakim 30 in ploščino enako 30, ter razmerjem {\displaystyle k=30\!\,}; in (9, 40, 41) z obsegom enakim 90 in ploščino enako 180, ter razmerjem {\displaystyle k=45\!\,}.[41]
- (do podobnosti) obstaja edini par racionalnega pravokotnega trikotnika in racionalnega enakostraničnega trikotnika z enakima obsegom in ploščino ({\displaystyle o=p\!\,}). V paru imata trikotnika dolžine stranic enake (377, 135, 352) in (366, 366, 132).[42] Če se zahteva, da sta trikotnika tudi primitivna celoštevilska, tak par ne obstaja.[42] Avtorja poudarjata presenetljivo dejstvo, da se lahko druga trditev dokaže z elementarno argumentacijo (kar sta v dodatku A tudi izvedla), dokaz prve trditve pa zahteva moderno višjo netrivialno matematiko.